# Big Wet Asses

Remy LaCroix nell'intro del film Big Wet Asses 21

Big Wet Asses (o BWA) è una serie di film pornografici prodotti da Elegant Angel nata nel 2003; dalla settima edizione (2005) i film sono stati tutti diretti dal regista William H. Nutsack.
Le scene sono incentrate sul binomio tra sesso anale ed i prorompenti fondoschiena delle pornostar bagnati con acqua o olio; nei primi film era presente anche un aspetto di feticismo verso il lattice. La serie ha vinto numerosi AVN Awards e XRCO Award. I film sono venduti su DVD, Blu-ray Disc, oppure come scene singole sul sito della Elegant Angel.
Dopo i cambiamenti avvenuti ai vertici della casa Elegant Angel, e lo spostamento del regista William H. alla Jules Jordan Video (dove ha riproposto lo stesso format, con il titolo Wet Asses), la serie è arrivata, nel 2021, al ventinovesimo volume.

## Elenco dei film

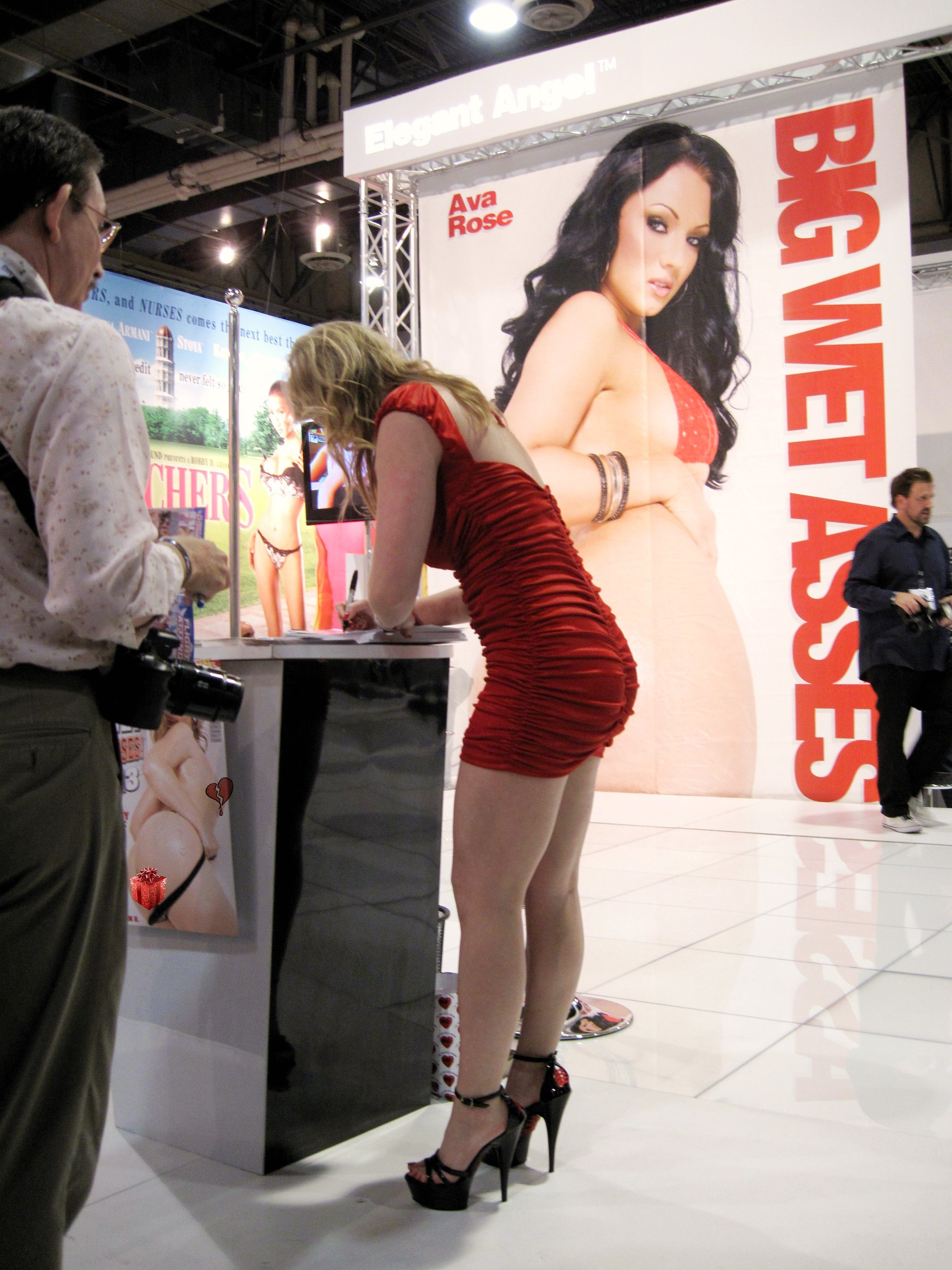
Sunny Lane allo stand Elegant Angel durante l'AVN Adult Entertainment Expo del 2010

- Big Wet Asses (2003): Katja Kassin, Rhiannon Bray, Gia Paloma, Holly Day, Ana Nova e Mick Blue
- Big Wet Asses 2 (2003): Mason Storm, Shy Love, Melanie Jagger, Lisa DeMarco, Brett Rockman, Brian Surewood, Tony T e Tristan Seagal
- Big Wet Asses 3 (2004): Olivia O'Lovely, Vicky Vette, Cloe Dior, Angelica Sin, Mia Bangg, Lisa DeMarco, Tony T e Tristan Seagal
- Big Wet Asses 4 (2004): Pandora Dreams, Lauren Phoenix, Katrina Kraven, Mika Tan, Sara Jay, Xana Star, Brett Rockman, Brian Surewood, Dax Star, Tony T e Tyler Wood
- Big Wet Asses 5 (2004): Simone Peach, Stacy Silver, Anastacia Christ, Laura Lion, Nikki Sun, Mason Storm, Bobi, Brian Surewood, George Uhl e J.J.
- Big Wet Asses 6 (2005): Tiana Lynn, Angel Dark, Katja Kassin, Sandra de Marco, Sandra Kay, Katerina, Jake Malone, Bobi, J.J. e Mick Blue
- Big Wet Asses 7 (2005): Flower Tucci, Gia Jordan, Georgia Peach, Kinzie Kenner, Naomi Russell, Billy Gilde, Jake Malone, Mark Ashley, Sascha e Van Damage
- Big Wet Asses 8 (2006): Jada Fire, Sandra Romain, Kami Andrews, Sasha Knox, Chelsie Rae, Katrina Kraven, Lauren Phoenix, Buster Good, MArk Ashley, Mick Blue e Tony T.
- Big Wet Asses 9 (2006): Avy Scott, Tiffany Mynx, Velicity Von, Harmony Rose, Sophie Dee, Flower Tucci, Anthony Rosano e Mark Ashley
- Big Wet Asses 10 (2007): Bree Olson, Lexi Love, Katja Kassin, Tory Lane, Flower Tucci, Dana DeArmond, Anthony Rosano, Brandon Iron, Manuel Ferrara, Mark Ashley, Mark Davis e Mick Blue
- Big Wet Asses 11 (2007): Brianna Love, Julia Bond, Annette Schwarz, Sativa Rose, Cody Lane, Maya Hills, Antony Rosano, John Strong, Manuel Ferrara e Michael Stefano
- Big Wet Asses 12 (2007): Eva Angelina, Jenna Haze, Shyla Stylez, Claire Dames, Jenny Hendrix, Jasmine Byrne, Kinzie Kenner, Anthony Rosano, James Deen, Jonh Strong, Michael Stefano, Mr Pete e Sascha
- Big Wet Asses 13 (2008): Sunny Lane, Amy Ried, Luscious Lopez, Kelly Divine, Bobbi Starr, Ricki White, Bree Olson, Anthony Rosano, Brandon Iron, Manuel Ferrara, Sascha e Steve Holmes
- Big Wet Asses 14 (2008): Alexis Texas, Kristina Rose, Lisa Ann, Kirra Lynne, Phoenix Marie, Brianna Love, Anthony Rosano, Manuel Ferrara, Michael Stefano e Mr Pete
- Big Wet Asses 15 (2009): Kimberly Kane, Julia Ann, Ava Rose, Mia Rose, Gianna Michaels, Naomi Russell, James Deen, Manuel Ferrara, Michael Stefano, Mr Pete e Van Damage
- Big Wet Asses 16 (2009): Sasha Knox, Tori Black, Emma Heart, Ava Rose, Charlotte Vale, Mackenzee Pierce, Anthony Rosano, James Deen, Manuel Ferrara, Mick Blue e Steve Holmes
- Big Wet Asses 17 (2010): Jayden Jaymes, Katie St. Ives, Brooke Lee Adams, Ashli Orion, Mason Moore, Julia Ann, Anthony Rosano, James Deen, Manuel Ferrara, Michael Stefano e Mick Blue
- Big Wet Asses 18 (2010): Caroline Pierce, Krissy Lynn, Jynx Maze, Nikki Sexx, Jennifer White, Anthony Rosano, James Deen, Manuel Ferrara, Mick Blue e Mr Pete
- Big Wet Asses 19 (2011): Kagney Linn Karter, Ava Addams, Briella Bounce, Liza del Sierra, Ally Kay, Erik Everhard, Manuel Ferrara, Mick Blue e Ramon Nomar
- Big Wet Asses 20 (2011): Gracie Glam, London Keyes, Jada Stevens, Tiffany Mynx, Juelz Ventura, Erik Everhard, James Deen, Manuel Ferrara e Mick Blue
- Big Wet Asses 21 (2012): Brooklyn Lee, Charley Chase, Remy LaCroix, Jessie Rogers, Holly Michaels, Manuel Ferrara e Ramon Nomar
- Big Wet Asses 22 (2013): Lexi Belle, Alexis Ford, Sarah Vandella, Remy LaCroix, Alison Tyler, Erik Everhard, Manuel Ferrara, Mick Blue, Ramon Nomar e Toni Ribas
- Big Wet Asses 23 (2014): Ashley Fires, Aleksa Nicole, A.J. Applegate, Abbey Brooks, Alison Tyler, Erik Everhard, Manuel Ferrara, Ramon Nomar e Toni Ribas
- Big Wet Asses 24 (2015): Chanel Preston, Nikki Delano, Layla Price, Tori Avano, Aidra Fox, Jonh Strong, Mick Blue, Mr Pete, Ramon Nomar e Toni RIbas
- Big Wet Asses 25 (2016): Ashley Fires, Ryan Conner, Mandy Muse, Brittany Shae, Bill Bailey, Markus Dupree e Mick Blue
- Big Wet Asses 26 (2017): Kate England, Jada Stevens, Ella Nova, Kimber Woods, Markus Dupree e Xander Corvus
- Big Wet Asses 27 (2018): Mia Malkova, Giselle Palmer, Kat Monroe, Ivy Lebelle, Manuel Ferrara e Markus Dupree
- Big Wet Asses 28 (2018): Gia Derza, Candice Dare, Victoria Voxxx, Christiana Cinn, James Deen, Markus Dupree, Mick Blue e Ramon Nomar
- Big Wet Asses 29 (2021): Daisy Stone, Valentina Jewels, Carmen Caliente, Kay Carter

## Riconoscimenti
AVN Awards 
- 2005: Best Anal-Themed Release per  BWA 3[1]
- 2006: Best Anal-Themed Series[1]
- 2007: Best Anal-Themed Series
- 2008: Best Anal-Themed Series
- 2008: Best Anal Sex Scene a Bree Olson e Brandon Iron per BWA 10[1]
- 2009: Best Big Butt Release per BWA 13[1]
- 2009: Best Big Butt Series
- 2009: Best Anal Sex Scene a Sunny Lane e Manuel Ferrara per BWA 13
- 2010: Best Big Butt Release per BWA 15
- 2010: Best Big Butt Series
- 2013: Best Big Butt Release per BWA 21
- 2011: Best Anal-Themed Release per  BWA 16
- 2013: Best Big Butt Release per Big Wet Asses 21[3]
- 2013: Best Big Butt Series[3]

 XRCO Award 
- 2008: Best Gonzo Series[4]
- 2009: Best Gonzo Movie per Big Wet Asses 15[5]
- 2010: Best Gonzo Series[6]
- 2011: Best Gonzo Series[7]

 XCritic Award 
- 2009: Top Blu-ray Title per BWA 15

 NightMoves Award 
- 2008: Best Gonzo or All Sex Release per Big Wet Asses 13: E For Eva[8]
- 2009: Jack's Playground: Big Wet Asses[8]
- 2011: Best Gonzo or All Sex Release per Big Wet Asses 18: Cheerleaders Academy #2[9]